# Mountain View (condado de Uinta)
Mountain View es un pueblo ubicado en el condado de Uinta en el estado estadounidense de Wyoming. En el año 2010 tenía una población de 1.286 habitantes y una densidad poblacional de 612.38 personas por km².

## Geografía
Mountain View se encuentra ubicado en las coordenadas 41°16′19.32″N 110°20′4.38″O / 41.2720333, -110.3345500. Según la Oficina del Censo, la localidad tiene un área total de 2,1 km² (0,8 mi²), de la cual 2,1 km² (0,8 mi²) es tierra y 0 km² (0 mi²) (0.0%) es agua.

### Localidades adyacentes
El siguiente diagrama muestra a las localidades en un radio de 16 kilómetros (9,9 mi) de Mountain View.

## Demografía
En el 2000 la renta per cápita promedia del hogar era de $49.000, y el ingreso promedio para una familia era de $58.077. El ingreso per cápita para la localidad era de $18.945. En 2000 los hombres tenían un ingreso per cápita de $47.222 contra $26.429 para las mujeres. Alrededor del 9.00% de la población estaba bajo el umbral de pobreza nacional.